# Теннант, Смитсон

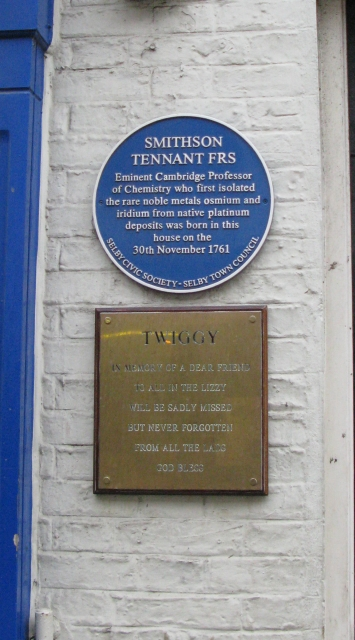
Мемориальная табличка Смитсона Теннанта на Финкл-Стрит, Селби

Смитсон Те́ннант (англ. Smithson Tennant; 30 ноября 1761, Селби, Северный Йоркшир — 22 февраля 1815, Булонь-сюр-Мер) — английский химик.

## Биография
Теннант ещё в молодом возрасте потерял родителей. Изучает сначала химию в Эдинбурге, а затем в Кембридже, где он посвятил себя ботанике и химии. Он получил степень доктора медицины в Кембридже в 1796 году. В 1813 году получает в Кембридже должность профессора.
Вместе со своим ассистентом Уильямом Хайдом Воластоном Теннант приводит доказательства, что бриллиант состоит из чистого углерода. Он окисляет одинаковую массу угля и алмаза, получая лишь продуктом окисления одинаковое количество CO2.
В 1803 году Теннант в остатке от растворения платины выделяет новые элементы — иридий и осмий.
21 июня 1804 года он представил свой отчёт о том, что порошок содержит два новых металла, Королевскому Обществу.
Теннант награждён медалью Копли Лондонского королевского общества за 1804 год. Его именем назван минерал теннантит.
Погиб во время несчастного случая при обрушении моста во время верховой езды в окрестностях французского города Булонь-сюр-Мер.